# Івченко Анатолій Олександрович
Анато́лій Олекса́ндрович І́вченко (нар. 8 березня 1953, Харків, УССР, СРСР) — радянський та український мовознавець, лексикограф, бібліограф, редактор, видавець. Доцент, кандидат філологічних наук. 
Член Бюро Міжнародної асоціації україністів (1993—1999), член Комісії зі слов'янської фразеології при Міжнародному комітеті славістів (від 1993), член Комісії з бібліографії слов'янського мовознавства при Міжнародному комітеті славістів (від 1996), член Матиці серболужицької (від 1994, Баутцен, ФРН). Член Харківського історико-філологічного товариства (голова товариства з 1991 по 1999). Член Нью-Йоркської академії наук.

## Біографія
Народився в родині робітників. У 1970 після закінчення школи пішов працювати слюсарем на Харківський вагоно-ремонтний завод. В 1971—1973 проходив службу в лавах Радянської армії (Чернігівська обл.). З 1973 по 1981 працював акумуляторником в декількох депо Харківського трамвайно-тролейбусного управління. З 1973 по 1979 навчався на вечірньому відділенні філологічного факультету Харківського Державного Університету. З 1984 працює у різних вишах України. В 1987 захистив у Ленінграді кандидатську дисертацію на тему: «Ідеографічний та ареальний опис фразеології верхньолужицької мови».
Зараз живе та працює у Львові.

## Кар’єра
Член Бюро Міжнародної асоціації україністів (1993—1999), член Комісії зі слов'янської фразеології при Міжнародному комітеті славістів (від 1993), член Комісії з бібліографії слов'янського мовознавства при Міжнародному комітеті славістів (від 1996), член Матиці серболужицької (від 1994, Баутцен, ФРН). Член Харківського історико-філологічного товариства (голова товариства з 1991 по 1999). Член Нью-Йоркської академії наук.

## Книжкові видання
Автор 15 книжок, у тому числі восьми словників, виданих в Україні, Словаччині, Польщі та Німеччині:
- Библиографический указатель по паремиологии. Паремиология Украины / А. М. Бушуй, А. А. Ивченко. – Самарканд, 1982. – Т. I. – 150 с.
- Библиографический указатель по паремиологии. Паремиология Украины / А. М. Бушуй, А. А. Ивченко.  – Самарканд, 1983. – Т.II. – 143 с.
- Фразеологічний словник лемківських говірок Східної Словаччини / Надія Вархол, Анатолій Івченко. – Пряшів: Словацьке педагогічне видавництво, 1990. – 160 с.
- Словник стійких народних порівнянь / О. С. Юрченко, А. О. Івченко. – Х.: Основа, 1993. – 176 с.
- Українська та російська сорабістика. 1817–1993. Бібліографічний покажчик / А. О. Івченко, В. Д. Прокопова, О. С. Проневич, С. Ю. Страшнюк. – Х.: Вид-во ХДУ, 1993. – 44 с.
- Українська народна фразеологія : ареали, етимологія / Анатолій Івченко. – Х.: Око, 1996. – 160 с.
- Історія та етимологія української фразеології: Бібліогр. покажч. (1864–1998) / Анатолій Івченко. – Х., 1998. – 160 с.
- Українська народна фразеологія: ономасіологія, ареали, етимологія / Анатолій Івченко. – Х.: Фоліо, 1999. – 304 с.
- Тлумачний словник української мови / Анатолій Івченко. – Х.: Фоліо, 2000. – 540 с. (13 вид. 2008)
- Орфографічний словник української мови / Анатолій Івченко. – Х.: Фоліо, 2001. – 528 с. (8 вид. 2008)
- Новий орфографічний словник української мови / Анатолій Івченко. – Львів: Кальварія, 2002. – 532 с.
- Słownik ukraińsko-polski / Anatol Iwczenko. – Lublin: Wydawnictwo UMCS, 2003. – 510 s. (2 вид. 2006.)
- Hornjoserbski frazeologiski słownik = Obersorbisches phraseologisches Wörterbuch = Верхнелужицкий фразеологический словарь / Anatolij Ivčenko, Sonja Wölke. – Budyšin: Ludowe nakladnistwo Domowina, 2004. – 572 s.
- Новий орфографічний словник української мови / Анатолій Івченко. – Тернопіль: «Навчальна книга Богдан», 2007. – 712 c.
- Wo wćipnych Jěwach a nócnych hawronach: Rěčne wobroty za dźěći a staršich / Anatolij Iwčenko, Sonja Wölkowa. – Budyšin: Ludowe nakladnistwo Domowina, 2009. – 160 s.

## Вибрані статті
- Russisch убить бобра / Anatolij Ivčenko  // Zeitschrift für Slawistik. – Berlin, 1993. – № 3. – S. 391–393.
- У пошуках нечистої сили / Анатолій Івченко // Культура слова. – Вип. 45. – Київ, 1994. –     С. 43–48.
- Етнічні стереотипи в українській фразеології / Анатолій Івченко // Третій Міжнародний конгрес україністів.  Мовознавство. – Харків, 1996. – С. 204–207.
- Auffassung und Bewertung der Juden in der slawischen Phraseologie (am Beispiel der ost- und westslawischen Sprachen) / Anatolij Ivcenko  // EUROPHRAS 95. Europäische Phraseologie im Vergleich: Gemeinsames Erbe und kulturelle Vielfalt. – Bochum: Brockmeyer, 1998. – S. 365–376.
- Засади етимологічного аналізу української народної фразеології / Анатолій Івченко // Збірник Харківського історико-філологічного товариства.– Харків, 1998. – Т. 7. – С. 105–122.
- Фразеологізми зі значенням ‘бити, карати’ в українських народних говорах: ономасіоло-гічний аналіз / Анатолій Івченко // Збірник Харківського історико-філологічного товарист-ва. – Харків, 1999. – Т. 8. – С. 159–172.
- Біблійна фразеологія верхньолужицької мови / Анатолій Івченко // Питання сорабістики: VI–VII міжнародні сорабістичні семінари. – Львів: Центр Європи, 1999. – С. 190–196.
- Польсько-українські фразеологічні контакти та етимологічний аналіз фразеології / Анатолій Івченко // Slavia Orientalis. – Kraków, 1999. – T. XLVIII. – № 3. – S. 443–448.
- До етимології українського фразеологізму задати пинхву / Анатолій Івченко // Studia Slavica Savariensia I. – Szombathely, 2000. – C. 88–93.
- Фразеология и этнография: к этимологии некоторых русских фразеологизмов / Анатолий Ивченко // Przegląd Rusycystyczny. – Wrocław, 2000. – № 3. – С. 84–89.
- К этимологии фразеологизма дать дуба / Анатолий Ивченко // Studia Slavica Savariensia. – Szombathely,  2001. – № 1–2. – S. 143–150.
- Этимологический словарь украинской фразеологии: источники, методы анализа, структура /  Анатолий Ивченко // Frazeografia słowiańska. Księga pamiątkowa poświęcona prof. dr. hab. Halinie A. Lilicz  / Redakcja naukowa Mieczysław Balowski i Wojciech Chlebda. – Opole: Uniwersytet Opolski, 2001. – S. 137–143.
- Юнацькі вікові ініціації давніх слов’ян у дзеркалі фразеології // Збірник Харківського історико-філологічного товариства / Анатолій Івченко. – Харків, 2002. – Т. 9. – C. 177-182.
- Фразеосемантическое поле «Социальная характеристика человека» в верхнелужицком языке /  Анатолий Ивченко // Języki mniejszości i języki regionalne. – Warszawa: SOW, 2003. – С. 187–199.
- Обряд или метафора? К этимологии фразеологизма перемывать косточки / Анатолий Ивченко // STUDIA RUSSICA XX. In honorem Béla Tatár / Redigunt L. Jászay et A. Zoltán. – Budapest: ELTE, 2003. – С. 154–158.
- «Богатство» и «бедность» в фразеологии украинских говоров / Anatolij Iwczenko // Frazeologia słowiańska i inne płaszczyzny systemu językowego. – Gdańsk: Wydawnictwo Uniwersytetu Gdańskigo, 2004. – S. 87–94.
- Мотив чудесного народження в слов’янській фразеології / А. О. Івченко  // Вісник Луган. нац. пед. ун-ту ім. Т. Шевченка. Філологічні науки. – Луганськ, 2004. – № 11 (79). –          С. 197–201.
- Образ кота у фразеології верхньолужицької мови / Анатолій Івченко  // Lětopis. Časopis za rěč, stawizny a kulturu Lužiskich Serbow. – Budyšin, 2005. – Zwjazk 52, Zešiwk 2. – S. 97–102.
- Staw a perspektiwy slědźenja na polu serbskeje frazeologije / Anatolij Ivčenko // Lětopis: Časopis za rěč, stawizny a kulturu Lužiskich Serbow. – Zwjazk 53, Zešiwk 2. – Budyšin, 2006. – S. 112 – 122.
- Pierwszy górnołużycki słownik frazeologiczny / Sonja Wölke, Anatolij Iwczenko // Studia i szkice slawistyczne / Red. Bronisław Kodzis. – Opole: Wydawnictwo Uniwersytetu Opolskiego, 2006. – Tom 7. – S. 207 – 212.
- Волк в верхнелужицкой фразеологии: от реконструкции внутренней формы к реконструкции языковой картины мира / Анатолий Ивченко // Frazeologia a językowe obrazy świata przełomu wieków  / Red. Wojciech Chlebda. – Opole: Wydawnictwo Uniwersytetu Opolskiego, 2007. – S. 205 – 211.
- Українська книжна фразеологія XVI – XVII ст. у дзеркалі народного мовлення / Анатолій Івченко // Українська історична та діалектна лексика: Зб. наук. праць. – Львів: Ін-т українознавства ім. І. Крип’якевича НАН України, 2007. – Вип. 5. – С. 173–180.

## Інтерв'ю
- Анатолій Івченко: «В Україні вибір хорошого словника — лотерея»[недоступне посилання з червня 2019] («Українсько-польський інтернет-журнал», 22 серпня 2003)
- Анатолій Івченко: «Марнуємо інтелектуальний потенціал» [Архівовано 27 грудня 2011 у Wayback Machine.] (11 серпня 2004)
- Анатолій Івченко:«Претензії Львова на європейськість видаються багатьом харків'янам химерними…»[недоступне посилання з червня 2019] («PostПоступ», вересень 2007)
- Анатолій Івченко: «Нашим видавцям треба припинити плакати» («Високий Замок», 3 вересня 2010)
- Анатолій Івченко + Божена Антоняк: видавництво "Урбіно", польська сучасна література, якісна поліграфія[недоступне посилання з травня 2019], («Читомо», 28 листопада 2010)
- Божена Антоняк та Анатолій Івченко: «Пропонуємо видавцям створити спільний «львівський» стенд – та їхати з ним у Харків!» [Архівовано 30 вересня 2011 у Wayback Machine.] («Високий Замок», 12 жовтня 2011)